# 紀元前647年
紀元前647年（きげんぜん647ねん）は、西暦（ローマ暦）による年。紀元前1世紀の共和政ローマ末期以降の古代ローマにおいては、ローマ建国紀元107年として知られていた。紀年法として西暦（キリスト紀元）がヨーロッパで広く普及した中世時代初期以降、この年は紀元前647年と表記されるのが一般的となった。

## 他の紀年法
- 干支 : 甲戌
- 日本
  - 皇紀14年
  - 神武天皇14年
- 中国
  - 周 - 襄王5年
  - 魯 - 僖公13年
  - 斉 - 桓公39年
  - 晋 - 恵公4年
  - 秦 - 穆公13年
  - 楚 - 成王25年
  - 宋 - 襄公4年
  - 衛 - 文公13年
  - 陳 - 穆公元年
  - 蔡 - 穆侯28年
  - 曹 - 共公6年
  - 鄭 - 文公26年
  - 燕 - 襄公11年
- 朝鮮
  - 檀紀1687年
- ユダヤ暦 : 3114年 - 3115年

## できごと

### 中国
- 狄が衛に侵攻した。
- 斉の桓公・魯の僖公・宋の襄公・陳の穆公・衛の文公・鄭の文公・許の僖公・曹の共公らが鹹で会合した。
- 晋で飢饉が起こったため、秦に食糧の援助を求めた。秦の穆公はこれに応じて晋に食糧を輸送させた。

### アッシリア
- アッシリア王アッシュルバニパルがエラム王国（現在のイラン南西部）に遠征し、首都スーサを破壊した（スーサの戦い）。